# Bužim (Gospić)
Bužim (ejtsd: Buzsim) falu Horvátországban Lika-Zengg megyében. Közigazgatásilag Gospićhoz tartozik.

## Fekvése
Gospićtól légvonalban 11 km-re közúton 13 km-re északnyugatra, a Velebit-hegység erdős magaslataitól övezett kis medencében fekszik. Területe vízforrásokban rendkívül gazdag. 23 forrás található itt, melyek a Bužimčica-patakban egyesülnek. Vizük később a Bogdanicába, majd a Gospićon átfolyó Novčicába ömlik.

## Története
Területe már a bronzkorban is lakott volt, ezt bizonyítja az i. e. 12. századból származó itt talált bronz szekerce. Első ismert lakói az illírek egyik törzse a japodok voltak. Ez a terület a középkorban 16. századig a bužinai (buzsáni) zsupánsághoz tartozott, melynek székhelye a mai Aleksinica helyén állt Potornja vára volt. (A zsupánság a honfoglaló vörös horvátok egyik ágának őséről Bugáról kapta a nevét.) Bužim első írásos említése a 13. században történt, amikor vára ispánsági székhely lett. 1500 körül a vár birtokosa a Jelačić család volt. 1527-ben a vidék több mint százötven évre török megszállás alá került, lakossága elmenekült. A török korban a vár Zenković aga birtoka volt. 1686-ra a terület felszabadult a török uralom alól és a szabaddá vált területre Jerko Rukavina razanaci és Dujam Kovačević vinjeraci kenézek vezetésével még 1683-ban Karlobag vidékére telepedett boszniai bunyevácokat telepítettek le itt négy faluba (Brušane, Trnovac, Smiljan és Bužim). Az újonnan érkezettek a likai határőrezredhez, 1765-től az otocsáni ezredhez, azon belül a smiljani századhoz tartoztak. Régi Szent Teréz temploma a falutól egy kilométerre, a Kalinovačára vezető út mellett 1780-ban épült, plébániáját 1807-ben alapították. A mai plébániatemplomot 1889-ben építették. A katonai határőrvidék megszüntetése után 1873-ban a települést integrálták a polgári közigazgatásba. A falunak 1857-ben 1161, 1910-ben 1011 lakosa volt. A trianoni békeszerződés előtt Lika-Korbava vármegye Perušići járásához tartozott. Ezt követően előbb a Szerb-Horvát-Szlovén Királyság, majd Jugoszlávia része lett. Iskoláját 1926-ban kezdték építeni és 1928-ban nyitották meg. Ma sajnos nem működik iskola a településen. A második világháború idején a partizánok negyvenöt helyi polgári lakost gyilkoltak meg, emlékükre a plébániatemplom előtt 2002. október 20-án emlékművet állítottak. 1991-ben lakosságának 99 százaléka horvát volt. 1991-ben a független Horvátország része lett. A plébániatemplomot 2007-ben megújították. A falunak 2011-ben 74 lakosa volt.

## Lakosság
| Lakosság változása | Lakosság változása | Lakosság változása | Lakosság változása | Lakosság változása | Lakosság változása | Lakosság változása | Lakosság változása | Lakosság változása | Lakosság változása | Lakosság változása | Lakosság változása | Lakosság változása | Lakosság változása | Lakosság változása | Lakosság változása |
| ------------------ | ------------------ | ------------------ | ------------------ | ------------------ | ------------------ | ------------------ | ------------------ | ------------------ | ------------------ | ------------------ | ------------------ | ------------------ | ------------------ | ------------------ | ------------------ |
| 1857               | 1869               | 1880               | 1890               | 1900               | 1910               | 1921               | 1931               | 1948               | 1953               | 1961               | 1971               | 1981               | 1991               | 2001               | 2011               |
| 1.161              | 1.193              | 1.018              | 1.065              | 1.088              | 1.011              | 940                | 834                | 653                | 523                | 448                | 339                | 177                | 164                | 94                 | 74                 |

## Nevezetességei
- Ávilai Szent Teréz tiszteletére szentelt plébániatemploma[4] 1889-ben épült, 1968-ban és 1982-ben és 2007-ben megújították. Egyhajós, téglalap alaprajzú, északkeleti tájolású főhomlokzattal rendelkező épület, az oromzatán harangtoronnyal, kívül sokszögletű szentéllyel, belül négyszögletes sekrestyével az északi oldalon. A templom kőből épült, vakolva van. Méretei: 19 x 10 m. A templomi eredeti berendezésből megmaradt a főoltár, amely másolat, valamint a diadalívtől jobbra lévő, neogótikus tiroli eredetű mellékoltár. A főoltárnál a falban tábla van elhelyezve az alábbi szöveggel: "ova crikva građena kad je vlado papa Lav XIII., car Franjo Josip I., biskup Jure Posilović posveti crkvu u Bužimu 7. 7. 1890. g." (azaz „ez a templom XIII. Leó pápa és I. Ferenc József császár uralkodása idején épült, 1890. július 7-én Jure Posilović püspök szentelte fel Bužimban.”) Megmaradt az eredeti köves kőlapos burkolat. A templom előtt áll a II. világháború itteni áldozatainak emlékműve.
- Régi plébániatemploma a Kalinovačára vezető út mellett áll, de a falutól való nagy távolsága miatt idővel elhagyták. A templomot 1780-ban építették.
- Bužim várának romjai.